# 坎皮昂 (科羅拉多州)
坎皮昂（英語：Campion）是位於美國科羅拉多州拉里默爾縣的一個非建制地區。該地的面積和人口皆未知。

## 地理
坎皮昂的座標為40°20′54″N 105°05′21″W / 40.34833°N 105.08917°W，而該地的平均海拔高度為1560米（即5118英尺）。